# Argeus, Marcellinus a Narcissus
Argeus, Marcellinus a Narcissus (? - 320 Tomi) byli křesťanští svatí a mučedníci.
Legenda uvádí, že to byli bratři zařazeni do římských legií za vlády císaře Licinia. Poté, co kvůli své víře v Krista odmítli vykonávat službu v římské legiích, byli odsouzeni a zabiti v Tomi v římské provincii Moesie. Argeus a Narcissus byli sťati, zatímco nejmladší Marcellinus byl uvězněn, bičován a poté utopen v Černém moři.
Jejich svátek se podle liturgického kalendáře slaví 2. ledna.